# رفيقات القسام
تنظيم رفيقات القسام هو واحد من الحركات النضالية النسائية التي استخدمت نهج الكفاح المسلّح، تأسس عام 1932، حيث تدرّبت النسوة على حمل السلاح واستخدامه.
تدرّبت عضواتها على يد عز الدين القسام شخصياً، ففي ذلك الوقت كان الرجل مؤمنًا بدور المرأة في النضال ودرّب العديد من النساء بشكل سري. فلطالما قاومت النساء كأم وأخت وزوجة لمعتقل أو شهيد أو مقاوم. لكن، مع الوقت لم يقتصر دور المرأة على الدعم والصمود، بل نزلت إلى ميدان القتال الفعلي وجهًا لوجه مع العدو. لتصبح هي بدورها معتقلة وشهيدة ومقاومة بطلة. فالتاريخ النضالي للمرأة الفلسطينية بدأ في ثلاثينيات هذا القرن، وإن كان سلميًا سياسيًا اجتماعيًّا من خلال ندوات توعية وحملات تبرعات قمن بها، لدعم المقاومين ضد الانتداب البريطاني أو من خلال طهي الطعام وإيصاله للمقاومين المرابطين في الجبال.

## بدء التنظيم
تنظيم رفيقات القسام بدأ ابان عام 1932 وهو عبارة عن وصول للحركات النسوية التي بدأت في ال1936, فمن المعروف ان أحداث ثورة 1936 تفجرت بحركة الشيخ عزالدين القسام التي ظهرت وانطفأت باغتيال الشيخ القسام نفسه. تميز الشيخ القسام في ذلك الوقت، باعتماده الأساسي في المقاومة على الفلاحين والفقراء، أي على الفئات والشرائح المتضررة بشكل لا مهادنة فيه لسياسة الانتداب البريطاني في تسهيل الهجرة اليهودية وبيع الأرض تمهيداً لاقتلاع الفلاحين من أراضيهم وبلادهم. ونظرا لبدئه مشروع مقاومة وطنية عامة كان من الصعب ـ كما يشير المنطق لتجاهل وضع المرأة. لذا لم يكن مستغربا ان يستهدف نشاطه النساء في دروسه السياسية والدينية وخاصة للفتيات في حيفا، مشجعاً على انخراط الفلاحين في الثورة على الإنكليز سواء أكانوا رجالاً أم نساء. وهو ما دفعه ليس فقط لتأسيس حلقات محو أمية لتعليم النساء، ولكن أيضاً لتأسيس مجموعات نسائية تتلقى تدريبات عسكرية أطلق عليها «رفيقات القسام».

## عمل التنظيم
دور المرأة الفلسطينية في ثورة 1936 اقتصر على تزويد “المجاهدين” بالطعام والشراب والمونة. كما قامت بدور مهم في نقل أخبار تحركات الجيش البريطاني إلى المجاهدين. فكانت نساء المدينة تنقل الأخبار إلى نساء الريف، فشكّلن نوعاً من “أجهزة إنذار متنقلة” لحماية الثوار من خلال مراقبة الطرق والتمويه، حتى بلغ الأمر ببعضهن إلى الاشتباك بالأيدي مع الإنكليز لتخليص “شباب المقاومة”.
إلا أن هذا الدور “الثانوي” للفلسطينية تطور في أربعينيات القرن المنصرم، وتحديداً بعد النكبة. إذ جاء في الموسوعة الثانية المخصصة لدور الفلسطينية في الأربعينيات أنّ نضالها السياسي والعسكري تعاظم بين عامي 1939 و1947. فتناولت مشاركة المرأة في الصدامات التي نشبت بين العرب واليهود بعد قرار التقسيم، وبخاصة في التظاهرات، في وقت استمرت فيه المرأة القروية بالعمل حلقة وصل بين الثوار.
برزت في تلك الحقبة جمعيات واتحادات نسوية، فيما شارك بعض القيادات النسوية في عصبة التحرر الوطني، كسميحة خليل، ويسرى البربري. وظهرت في تلك الفترة، ضمن إطار العمل السياسي الاجتماعي العسكري للفلسطينيات، المنظمة النسائية السرية “زهرة الأقحوان”. لم تكن هذه المنظمة مجهولة الهوية، ولم تتمحور حولها الشكوك كما كانت الحال مع “رفيقات القسام”. كانت عضوات الجمعية من النساء المدنيات، ممن عملن في الجمعيات والمؤسسات النسوية.